# Ваньковка
Ваньковка — деревня в Ишимском районе Тюменской области России. Входит в состав Пахомовского сельского поселения.

## История
До 1917 года входила в состав Жиляковской волости Ишимского уезда Тюменской губернии. По данным на 1926 год состояла из 53 хозяйств. В административном отношении входила в состав Жиляковского сельсовета Жиляковского района Ишимского округа Уральской области.

## Население
| 2010 |
| ---- |
| 659  |

По данным переписи 1926 года в деревне проживало 253 человека (117 мужчин и 136 женщин), в том числе: русские составляли 100 % населения.
Согласно результатам переписи 2002 года, в национальной структуре населения русские составляли 93 % из 648 чел.